# Paverknių piliakalnis
Paverknių piliakalnis (auch Ginkaus kalnas, Žideikonių oder Kisieliškių piliakalnis) bezeichnet einen Burghügel in der litauischen Gemeinde Birštonas, nahe dem rechten Ufer des Nemunas (Memel) und nur wenige Meter vom kleinen Fluss Verknė entfernt. Es handelt sich um den 14 Meter hohen Rest einer Wallburg.

## Lage
Der Burghügel ist Rest einer Wallburg, die sich auf einer Landspitze zwischen den Flüssen Nemunas und Verknė befand. Er befindet sich auf dem linken Ufer der Verknė, unweit der Mündung in den Nemunas. Die Burg lag in einer Schleife der Verknė, die seitdem ihren Lauf verändert hat und einen Teil des Areals überschwemmt und weggespült hat. Benannt ist der Burghügel nach der Siedlung Paverknių mit 18 Einwohnern (2011). Der Ort ist nicht weit von der Schnellstraße A16 Prienai–Trakai entfernt.
Das Gebiet gehört zum Memelschleifenregionalpark (lit. Nemuno kilpų regioninis parkas), in dem etwa 20 Burghügel erhalten sind, die nächsten befinden sich nur wenige Kilometer entfernt.

## Geschichte
Die heute erhaltenen Reste stammen aus dem 12. Jahrhundert. Eine Vorgängerburg wurde vermutlich im 11. Jahrhundert angegriffen und niedergebrannt. Durch die Überschwemmungen und Erosionen der Verknė können über den ursprünglichen Standort und die Befestigungen kaum Aussagen gemacht werden. In einer unteren Schicht wurden Reste der Befestigung, verschiedene Keramik, Messingverzierungen und -Schmuck, Perlen und eine eiserne Pfeilspitze gefunden.
Nach diesem Angriff wurde die Burg wieder aufgebaut und im 12. Jahrhundert erneut angegriffen und verbrannt. Aus dieser Zeit fanden sich Pfeile und Blätter von Äxten. Der Burghügel ist 14 Meter hoch, das befestigte Areal der hölzernen Burg maß 6 × 8 Meter. Westlich und südlich vom Burghügel befand sich eine Siedlung auf einer Fläche von einem Hektar. Auch hier wurde Keramik verschiedener Qualität gefunden.
Archäologische Untersuchungen wurden 1953 und 1971 vom Lietuvos istorijos institutas (Litauisches Historisches Institut) durchgeführt. Weitere Grabungen führte 1994 der Archäologe Gintautas Zabiela bis zu einer Tiefe von 1,3 Metern durch. Die Anlage steht als Kulturdenkmal unter Schutz. Die unter Schutz gestellte Fläche beträgt 38.300 m². Am Burghügel wurden eine Treppe angelegt und der Bewuchs zurückgeschnitten. Zum Fluss hin wird versucht, die Erosion einzudämmen.